# Psilorhynchus sucatio
Psilorhynchus sucatio là một loài cá được tìm thấy trong chi Psilorhynchus.

## Hình ảnh

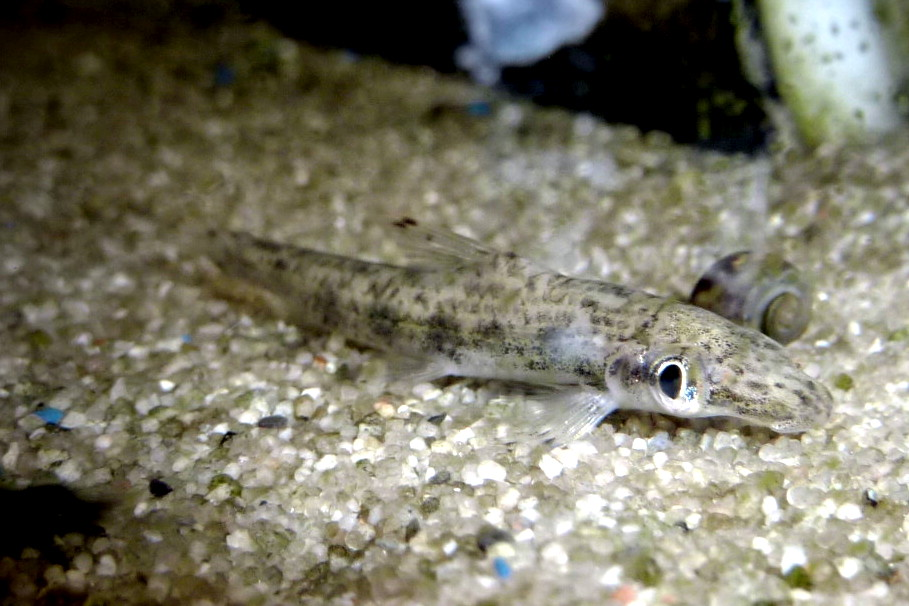